# Liste des monuments historiques de la Vienne
Ne doit pas être confondu avec Liste des monuments historiques de Vienne.
Cet article recense les monuments historiques de la Vienne, en France.
- Pour les monuments de la commune de Poitiers, voir la liste des monuments historiques de Poitiers.

## Statistiques
Au 30 juillet 2025, la Vienne compte 572 édifices comportant au moins une protection au titre des monuments historiques, dont 210 sont classés et 409 sont inscrits. Le total des monuments classés et inscrits est supérieur au nombre total de monuments protégés car plusieurs d'entre eux sont à la fois classés et inscrits.

## Liste
Pour des raisons de taille, la liste est découpée en deux :
- communes débutant de A à L : liste des monuments historiques de la Vienne (A-L) ;
- communes débutant de M à Z : liste des monuments historiques de la Vienne (M-Z).